# Горњи екстремитет
Горњи екстремитет (membrum superius) је део тела сложене грађе, високодиференциране функције чија је главна улога механичка интеракција са околином.
Захваљујући својој грађи, рука, нарочито шака има многе функционалне могућности. Шака је орган прилагођен за хватање, при чему посебну улогу има палац шаке. Она изражава емоционално реаговање човека и значајна је за креативни, стваралачки рад.
Премда је тело човека билатерално симетрично, људи се најчешће једном руком више служе, те је та рука нешто развијенија. 
Рука је везана за грудни кош (thorax) груднокључним зглобом (art. sternoclavicularis) и групом снажних мишића, који представљају покретљиве везе између раменог појаса и зидова грудног коша, кичменог стуба (columna vertebralis), врата (collum) и главе (caput). Границе горњег екстремитета су конвенционалне. Горњу границу представља гоња ивица кључне кости и лопатице, предња граница је означена медиоклавикуларном линијом, док је задња вертикала паралелна унутрашњој ивици лопатице.
Основни положај у топографском изучавању анатомије човека је супинација (supinatio). У овом положају, дланови шаке окренути су нагоре, док су палчеви окренути упоље. Супротном овом је положај пронације (pronatio).
Иако је рука човека недељива целина, из дидактичких разлога овај орган је подељен у топографске целине.
Главни делови горњег екстремитета су:
1. раме (omos)
2. надлакат (brachium)
3. лакат (cubitus)
4. подлакат (antebrachium) и
5. шака (manus)

Сваки од ових предела састоји се из површног и дубоког дела. Површни део сачињавају кожа (cutis), поткожно ткиво (tela subcutanea), поткожни лимфни и крвни судови и живци. На граници између површног и дубоког слоја налази се површна фасција (fascia superficialis). У дубоком слоју, налазе се мишићи, дубоки лимфни и крвни судови и живци.

## Раме
Раме (omos) представља корен горњег екстремитета. Најважнији део рамена је рамени зглоб (articulatio humeri) и структуре које га окружују. Раме се топографски пружа горе до врата према коме границу представља горња страна кључне кости (clavicula). Доња граница прати доњу ивицу великог грудног мишића (m. pectoralis major). Напред се раме пружа до вертикалне линије спуштене од средине кључне кости наниже, а позади до унутрашње ивице лопатице (scapula).
Раме је сачињено из предела пазуха (пазушне јаме), спољашњег предела рамена (regio deltoida), задњег предела рамена (regio scapularis) и предела зглоба рамена (articulatio humeri).

## Пазушна јама
Пазушна јама (fossa axillaris) је удубљење облика четворостране пирамиде, које се својим врхом пружа до средине кључнице (clavicula), а база јој лежи у пределу доње ивице великог грудног мишића (m. pectoralis major). Овај предео обогаћен је важним крвним судовима, нервима, лимфним судовима и лимфним жлездама.

## Надлакат
Надлакат (brachium) је део руке који се простире између предела рамена и предела лакта. Горњу границу надлакта представља конвенционална линија кружног облика која прати базу пазушне јаме. Доња граница надлакта је такође једна конвенционална кружна линија која се налази на три до четири сантиметара од лакатног превоја. Скелетну основу надлакта представља рамена кост (humerus). Она, као и спољашња и унутрашња међумишићна преграда (septum intermusculare laterale et mediale) дели надлакат на предњи (regio brachii anterior) и задњи предео (regio brachii posterior).

## Лакат
Лакатни предео (regio cubitis) обухвата предео од 3-4 сантиметара испод превоја лакта до доње границе надлакта. На њему се разликују предњи предео (regio cubitalies anterior) и задњи предео (regio cubitalis posterior). Кубитална јама (fossa cubitalis) је удубљење троугластог облика које се налази у средишњем делу предњег предела.

## Подлакат
Подлакат (antebrachium) је регион који се протеже од доње границе лакта до кожног прегиба корена шаке. Основу подлакта чине две дуге кости жбица (radius) и лакатна кост (ulna). Оне су спојене јаком међукоштаном мембраном (membrana interossea antabrachii). У основном положају супинације, жбица се налази латерално, лактица медијално. Подлакат је подељен на предњи предео (regio antebrachii anterior) и задњи предео (regio antebrachii posterior).

## Корен шаке
Корен шаке (regio radicis manus) је део руке који спаја подлакат са шаком. Доња граница корена шаке пружа се до доњег краја грашкасте кости (os pisiforme). Корен шаке представља део предела ручја (carpus).

## Шака
На шаци (manus) се разликују предњи предео (длан, palma manus), задњи предео (надланица, dorsum manus) и прсти (digiti manus). Предњи предео шаке је у средишњем делу издубљен, док су спољашњи и унутрашњи делови издигнути  у два мишићна узвишења, спољашњи одговара палцу (eminentia thenaris), а унутрашњи малом прсту (eminentia hypothenaris). Двема сагиталним фасцијама овај предео подељен је у средишњи (spatium palmara intermedium, спољашњи (spatium palmare laterale) и унутрашњи (spatium palmare mediale).

## Прсти шаке
Прсти (digiti manus) су најпокретљивији део шаке. Има их пет: палац (pollex), кажипрст (index), средњи прст (digitus medius), домали прст (digitus anularis) и мали прст (digitus minimus). Прсти се састоје из чланака. Сви прсти имају три чланка, изузев палца који има два.